# János Gerendi
János Gerendi (eingedeutscht: Johannes Gerendi; † nach dem 28. August 1594) war ein siebenbürgischer Magnat, Richter und Unterstützer religiöser Nonkonformisten im 16. Jahrhundert.

## Leben und Wirken

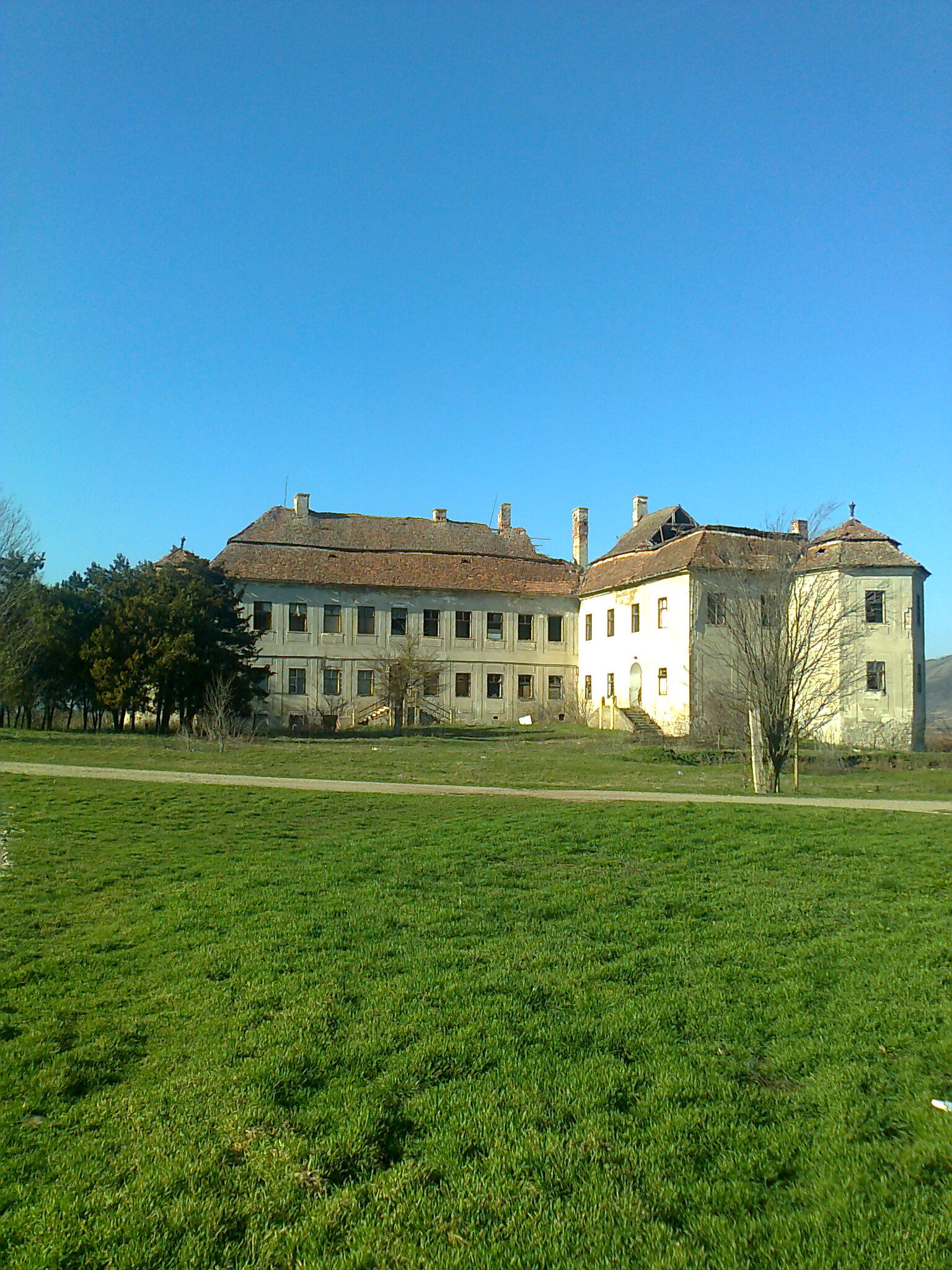
Herrenhaus in Gerend

János Gerendis Geburtsjahr ist nicht bekannt. Ab 1575 hatte Gerendi wie viele andere Siebenbürgener an der italienischen Universität Padua studiert. Unter Sigismund Báthory wurde er 1585 in den fürstlichen Richterrat berufen und wirkte zudem als Vorsteher des Komitats Thorenburg (ung. Torda). 1588 war er einer der Vertreter der Drei Nationen (bestehend aus meist ungarisch geprägtem Adel, Siebenbürger Sachsen und Szeklern) am siebenbürgischen Landtag. Schon früh hatte sich Gerendi dem radikal-reformatorischen Unitarismus und hier insbesondere dem von Franz David initiierten Nonadorantismus zugewandt. Auf seinen Höfen in Gerend und Alcina (dt. Alzen) nahe Újegyház (dt. Leschkirch) und Hermannstadts sammelte er einen Kreis religiöser Nonkonformisten. Er stand unter anderem mit Christian Francken, Johannes Sommer, Jacob Palaeologus und Miklós Bogáti Fazekas in Kontakt. Johann Sommer widmete ihm eines seiner Bücher und Jacob Palaeologus hielt sich beispielsweise von Ende 1574 bis Sommer 1575 in Alcina auf. Wahrscheinlich stand der Kreis um Gerendi auch mit Matthias Vehe-Glirius in Kontakt. Ebenso soll der Schwiegersohn von Franz David, Lukács Trausner, Teil des Netzwerkes um Gerendi gewesen sein.
Unter dem Einfluss des ungarisch-siebenbürgischen Poeten und Theologen Miklós Bogáti Fazekas, der sich um 1582 am Hof Gerendi aufhielt, begann der Kreis um Gerendi solche Gebote des Alten Testamentes wiedereinzuführen, denen nicht im Neuen Testament widersprochen wurde. Dies betraf die Beachtung des Sabbats und der Speisevorschriften, so wie es in der Apostelgeschichte in Hinblick auf Blut und erstickte Tiere formuliert worden war (Apg 15,19–21 ). Der (judasierende) Kreis um Gerendi wurde somit zu einem Vorläufer der nach 1588 von Andreas Eössi begründeten siebenbürgischen Sabbatarier, er kann in gewisser Weise als Kontaktstelle zwischen den davidschen Nonadorantisten und dem Sabbatarismus gesehen werden. Der Gerendismus darf aber nicht mit diesem gleichgesetzt werden, da der siebenbürgische Sabbatarismus in der Übernahme jüdischer Glaubensgebote noch wesentlich weiter ging, dies betraf auch das Verhältnis des Neuen und Alten Testaments. Die Sabbaterier lehnten zum Beispiel auch die christlichen Sakramente (Bundeszeichen), Rituale und feste Gebetsformen ab. Unter dem Einfluss von Christian Francken, der sich erstmals 1584 in Alcina aufhielt, nahm Gerendi später von der Sabbat-Observanz wieder Abstand und wand sich einer stärker nicht-religiös geprägten Philosophie zu. Auf Initiative des adorantistischen Giorgio Biandrata wurde 1582 zeitweise gegen den Gerendi-Kreis ermittelt. Gerendis Tochter Anna wurde im gleichen Jahr Ehefrau des 1607 zum siebenbürgischen Fürsten ernannten evangelisch-reformierten Sigismund I. Rákóczi.
Politisch vertrat der Gerendi-Kreis in dem damals machtpolitisch zwischen den Habsburgern und den Osmanen stehenden siebenbürgischen Fürstentum eine dezidiert Türkei-freundliche Position, was später zu Kritik von Bogáti führen sollte. Die politische Elite Siebenbürgens war damals in zwei Parteien gespalten. Ein großer Teil des Adels, auch des unitarisch geprägten Adels, engagierte sich für eine pro-türkische Politik. Diesen stand der Kreis um den katholischen Fürsten Sigismund Báthory mit einer pro-habsburgischen Politik gegenüber. Gerendi stand somit in direkter politischer Opposition zu Sigismund Báthory, der sich dem Machtanspruch der Osmanen entgegengestellt hatte und einen anti-türkischen Pakt mit dem römisch-deutschen Kaiser Rudolf II. schließen wollte. Am 28. August 1594 rief der Fürst die einflussreichen Aristokraten des Landes zusammen und ließ eine große Zahl von ihnen inhaftieren. Zehn von ihnen wurden bereits am 28. August 1594 auf dem Marktplatz von Klausenburg spektakulär enthauptet, einige der Festgenommenen konvertierten noch zum katholischen Glauben. Unter den Inhaftierten war auch János Gerendi. Gerendi sollte auch hingerichtet werden, sein Schwiegersohn Sigismund I. Rákóczi konnte jedoch eine Amnestie erwirken. Gerendi sollte seinen Besitz verlieren und ins Exil gehen. Wahrscheinlich starb Gerendi jedoch schon kurze Zeit nach der Haft, ein konkretes Todesdatum ist nicht überliefert. Nicht ausgeschlossen werden kann, dass er später getötet wurde.
Ein Teil der Elite des siebenbürgischen Unitarismus war somit ausgelöscht, wobei sich unter den Opfern auch Katholiken und Reformierte befunden hatten. Der Leiter der Unitarischen Kirche György Enyedi verarbeitete damals die Gewalt in einer Predigt auf der Grundlage des 21. Kapitels des Buches des Propheten Jeremia, in der er den türkischen Sultan mit Nebukadnezar, die siebenbürgischen Fürsten mit Zedekia identifizierte.